# سیارک ۲۰۱۴۰
سیارک ۲۰۱۴۰ (به انگلیسی: 20140 Costitx، نامگذاری:1996QT1) بیست هزار و صد و چهلمین سیارک کشف شده‌است که در ۲۳ اوت ۱۹۹۶ کشف شد.
قدر مطلق سیارک برابر ۱۳٫۳۰ است.